# Veronika Vlkovská
Veronika Vlkovská (* 6. September 1997) ist eine tschechische Tennisspielerin.

## Karriere
Vlkovská spielt vor allem Turniere der ITF Women’s World Tennis Tour, wo sie bislang einen Titel im Doppel gewinnen konnte.
In der tschechischen Liga spielte Vlkovská von 2008 bis 2017 für den TK Pernštýn 1897 Pardubic, von 2018 bis 2020 für den TENIS-CENTRUM DTJ HK und seit 2021 für den LTC Pardubice. In der finnischen Liga spielt sie seit 2021 für den Tennis Club Tapiola. In der österreichischen Liga spielte sie von 2016 bis 2019 für den Grazer Park Club und 2022 für den ATSV Steyr Tennis.

## Turniersiege

### Doppel
| Nr. | Datum           | Turnier | Kategorie   | Belag | Partnerin        | Finalgegnerinnen         | Ergebnis |
| --- | --------------- | ------- | ----------- | ----- | ---------------- | ------------------------ | -------- |
| 1.  | 20. August 2016 | Graz    | ITF $10.000 | Sand  | Sabina Machalová | Alena Weiss Vivian Wolff | 6:3, 7:5 |